# Mount Ramsay
Mount Ramsay är ett berg i Antarktis. Det ligger i Sydorkneyöarna. Argentina och Storbritannien gör anspråk på området. Toppen på Mount Ramsay är 475 meter över havet. Ramsay ligger på ön Laurie.
Terrängen runt Mount Ramsay är varierad. Havet är nära Mount Ramsay västerut. Trakten är obefolkad. Det finns inga samhällen i närheten. 